# Formule de Concorde

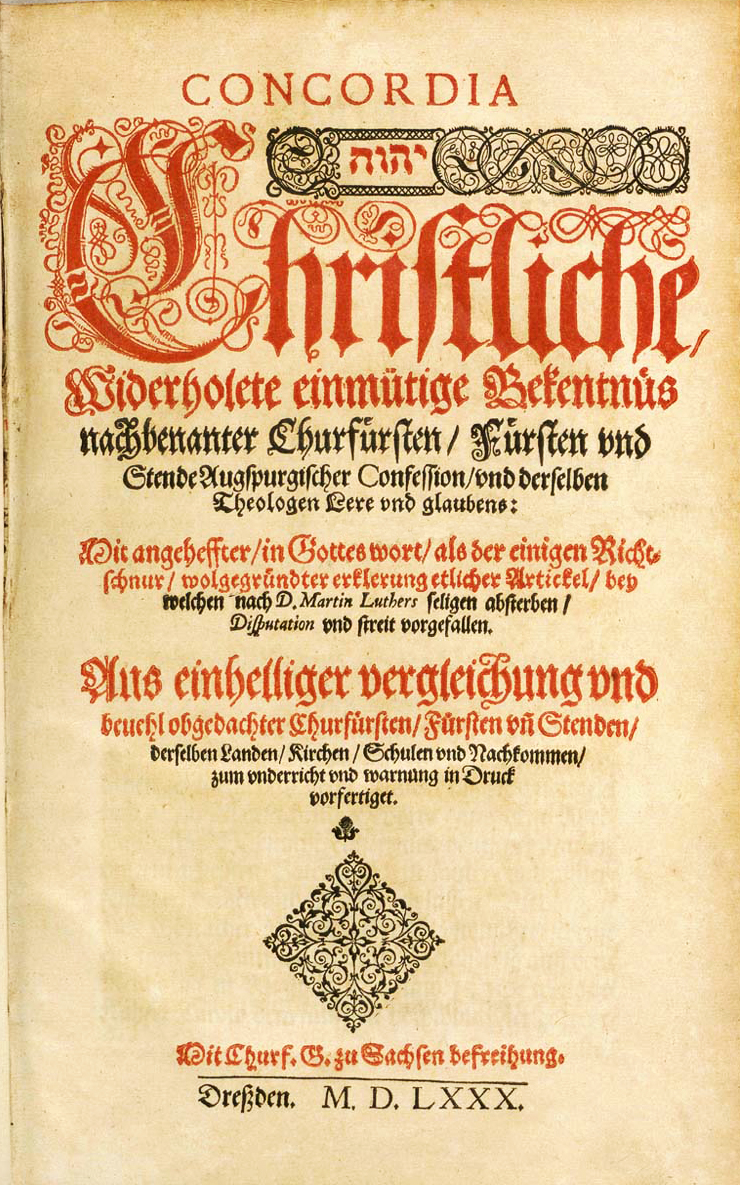
Page de titre du Livre de Concorde, Dresde 1580.

La Formule de Concorde ou Formula concordiae, rédigée en 1577 au couvent de Bergen, près de Magdebourg, est la charte du luthéranisme orthodoxe. 

## Histoire
Après la mort de Martin Luther et la promulgation de Charles Quint de l'Intérim, le luthéranisme était profondément divisé par des querelles internes. Pour l'essentiel, deux camps s'opposaient : les « philippistes », qui partageaient les conceptions de Philippe Mélanchthon, assez proches du calvinisme, et les « gnésio-luthériens » qui pratiquaient un luthéranisme strict et intransigeant envers les autres confessions, y compris envers les calvinistes. 
Pour tenter de surmonter ces divisions, un certain nombre de théologiens et d'autorités politiques (comme les princes de Wurtemberg, de Basse-Saxe ou de Saxe électorale) firent des efforts de rapprochement. Cependant, ni la diète des princes de Francfort (1558), ni celle Naumburg (1561) n'aboutirent à un accord, malgré l'instauration de la paix d'Augsbourg (1555) et l'apparition de corpus doctrinaux fixes, comme la Confession d'Augsbourg, dans certains territoires. Pour réussir à rétablir l'unité du luthéranisme sur un plan plus large, on s'orienta vers l'élaboration d'une formule d'accord théologique susceptible d'être reconnue par toutes les Églises territoriales.
Jacques Andreae fit un premier essai de concorde en 1567, mais qui se solda par un échec cuisant. Il renonça à réconcilier les luthériens stricts et les philippistes et préféra se tourner vers les seuls luthériens modérés. Il publia six Sermons chrétiens, qui furent ensuite repris par David Chyträus et Martin Chemnitz pour en faire la Concorde de Souabe (1574). 
La réussite de cette concorde, ainsi que la chute des philippistes crypto-calvinistes de Saxe et le rapprochement suscité par l'électeur Auguste de Saxe, de l'électeur de Brandebourg et de divers princes, donnèrent de l'espoir aux théologiens. Andreae, Chyträus et Chemnitz, aidés de Selnecker, Musculus et Cornerus, élaborèrent en 1576 le Livre de Torgau à partir de la Concorde souabe et saxonne et de la Formule de Maulbronn. Celui-ci devint le « Livre de Bergen » une année plus tard, entre mars et mai 1577, après que le texte fut remanié par les mêmes théologiens, le premier livre ayant souvent été jugé trop long. Il s'agissait en réalité de la Solida Declaratio de la Formule de Concorde. L'autre partie de la Formule fut conçue par Andreae, avant d'être révisée avec soin par les autres théologiens. 
Le projet d'un synode luthérien général n'ayant pu se réaliser, on dut avoir recours à une propagande intense afin de faire ratifier la Formule par les pasteurs et les enseignants luthériens. Par exemple, tous les pasteurs et maîtres d'école du comté de Hanau-Lichtenberg furent invités à souscrire à la Formule. Toutefois, il eut également des mouvements de résistance, comme en Hesse, en Poméranie ou à Nuremberg. Dans le Palatinat, le comte Jean-Casimir tenta même d'organiser une union de tous les réformés. Ces mouvements, s'ils ne firent pas modifier le texte (qui avait déjà été signé par un grand nombre de personnes), provoquèrent l'ajout d'une préface. 
Le 13 juin 1580, elle est adoptée par une grande majorité des territoires luthériens. Elle est également intégrée la même année au Livre de Concorde, qui comportait également la Confession d'Augsbourg, l'Apologie, les deux catéchismes de Luther, les Articles de Smalkalde et le traité sur le pouvoir et la primauté du pape. Après l'élaboration et la publication de plusieurs traductions latines différentes entre 1580 et 1584, la version définitive et reconnue par tous fut publiée en 1584, sous la direction de Chemnitz. Une traduction française avait été effectuée à Montbéliard et devait être imprimée à Tübingen, mais elle semble s'être perdue. Aujourd'hui, la version française reconnue est celle d'André Jundt, qui a travaillé à partir du texte manuscrit de La Formule de Concorde établi par Jacques Andreae. 
La Formule de Concorde a été adoptée parfois plusieurs années après sa publication, en témoigne la Constitution ecclésiastique de l'Église de Strasbourg dans laquelle elle ne figure qu'à partir de 1598. Si elle ne fut pas universellement adoptée par les luthériens, elle eut pour conséquence immédiate de rendre définitive la rupture avec les partisans de Zwingli et avec certains États sympathisant pour les idées de Calvin, et qui devinrent définitivement réformés et donc perdus pour l'Église luthérienne, tels que le Palatinat électoral, la ville libre de Brême, la principauté d'Anhalt, le landgraviat de Hesse-Cassel et la principauté de Lippe.
Au XIXe siècle, le néo-luthéranisme remet à l'honneur la Formule de Concorde.

## Composition
L'Épitomé est une sorte de résumé, tandis que la Solida Declaratio est un exposé plus explicite. Chacune des deux parties comporte douze articles qui traitent des mêmes sujets. 

### Épitomé
1. Du péché originel
2. Du libre arbitre
3. De la justice de la foi devant Dieu
4. Des bonnes œuvres
5. De la Loi et de l'Évangile
6. Du troisième usage de la Loi
7. De la sainte Cène
8. De la personne du Christ
9. De la descente du Christ aux enfers
10. Des cérémonies ecclésiastiques
11. De la prédestination éternelle et de l'élection divine
12. Des autres hérésies et des sectes

### Solida Declaratio
- Sommaire, fondement, règle et norme de la doctrine

- De l'antithèse

1. Du péché originel
2. Du libre arbitre
3. De la justice de la foi devant Dieu
4. Des bonnes œuvres
5. De la Loi et de l'Évangile
6. Du troisième usage de la Loi
7. De la sainte Cène
8. De la personne du Christ
9. De la descente du Christ aux enfers
10. Des cérémonies ecclésiastiques, témoignages des articles de Smalkalde
11. De la prédestination éternelle et de l'élection divine
12. Des autres hérésies et des sectes, erreurs des anabaptistes, erreurs des nouveaux ariens et des nouveaux antitrinitaires